# Sigharting
Sigharting ist eine Gemeinde in Oberösterreich im Innviertel mit 878 Einwohnern (Stand 1. Jänner 2024). Die Gemeinde gehört politisch zum Bezirk Schärding, der zuständige Gerichtsbezirk ist seit dem 1. Jänner 2003 der Gerichtsbezirk Schärding, bis zu diesem Datum war der Ort Teil des damals aufgelösten Gerichtsbezirks Raab. Sigharting liegt an der alten Poststraße von Linz nach Passau (entspricht großteils der heutigen Eferdinger Bundesstraße B 129), etwa 60 km westlich von Linz und ca. 25 km südöstlich von Passau. Sehenswert sind insbesondere das ehemalige Wasserschloss, das heute im Besitz der Gemeinde ist und kulturellen Zwecken dient, sowie die Pfarrkirche, die aus der früheren Schlosskapelle hervorgegangen ist.

## Geografie
Sigharting liegt auf 343 m ü. A. im nördlichen Innviertel, an den südlichen Ausläufern des Sauwalds. Das gesamte Gemeindegebiet ist Teil des Pramtals, und somit naturräumlich zum Inn- und Hausruckviertler Hügelland zu zählen, welches selbst wieder ein Teil des oberösterreichischen Alpenvorlandes bildet. Der niedrigste Punkt der Gemeinde liegt mit 335 m ü. A. im Ortsteil Thal in der Nähe der Grubmühle, dort wo der Pfudabach die Gemeinde Richtung Westen verlässt. Der mit 432 m ü. A. höchste Punkt der Gemeinde liegt an der östlichen Gemeindegrenze, nördlich von Loh (Ortsteil Hacking).
Mit einer Fläche von 5,66 km² ist die Gemeinde Sigharting nach Schärding und Mayrhof die drittkleinste Gemeinde des Bezirks. Ihre Ausdehnung beträgt von Nord nach Süd 3 km, von West nach Ost 3,5 km. 12,3 % der Fläche sind bewaldet, 77,2 % der Fläche sind landwirtschaftlich genutzt.

### Ortsteile der Gemeinde
| Bevölkerung der Ortsteile | Bevölkerung der Ortsteile | Bevölkerung der Ortsteile | Bevölkerung der Ortsteile |
| Ortsteil                  | 1891                      | 2001                      | 1. Jänner 2024            |
| ------------------------- | ------------------------- | ------------------------- | ------------------------- |
| Sigharting                | 432                       | 573                       | 620                       |
| Thal                      | 29                        | 14                        | 17                        |
| Unterholzen (Haus Nr. 4)  | ?                         | 2                         | 1                         |
| Thalmannsbach             | 68                        | 100                       | 78                        |
| Doblern                   | 28                        | 20                        | 21                        |
| Grub                      | 58                        | 66                        | 84                        |
| Loh (Hacking Nr. 8–10)    | ?                         | 14                        | 14                        |
| Unterhaigen               | 27                        | 21                        | 16                        |
| Wurmsdobl                 | 32                        | 18                        | 27                        |

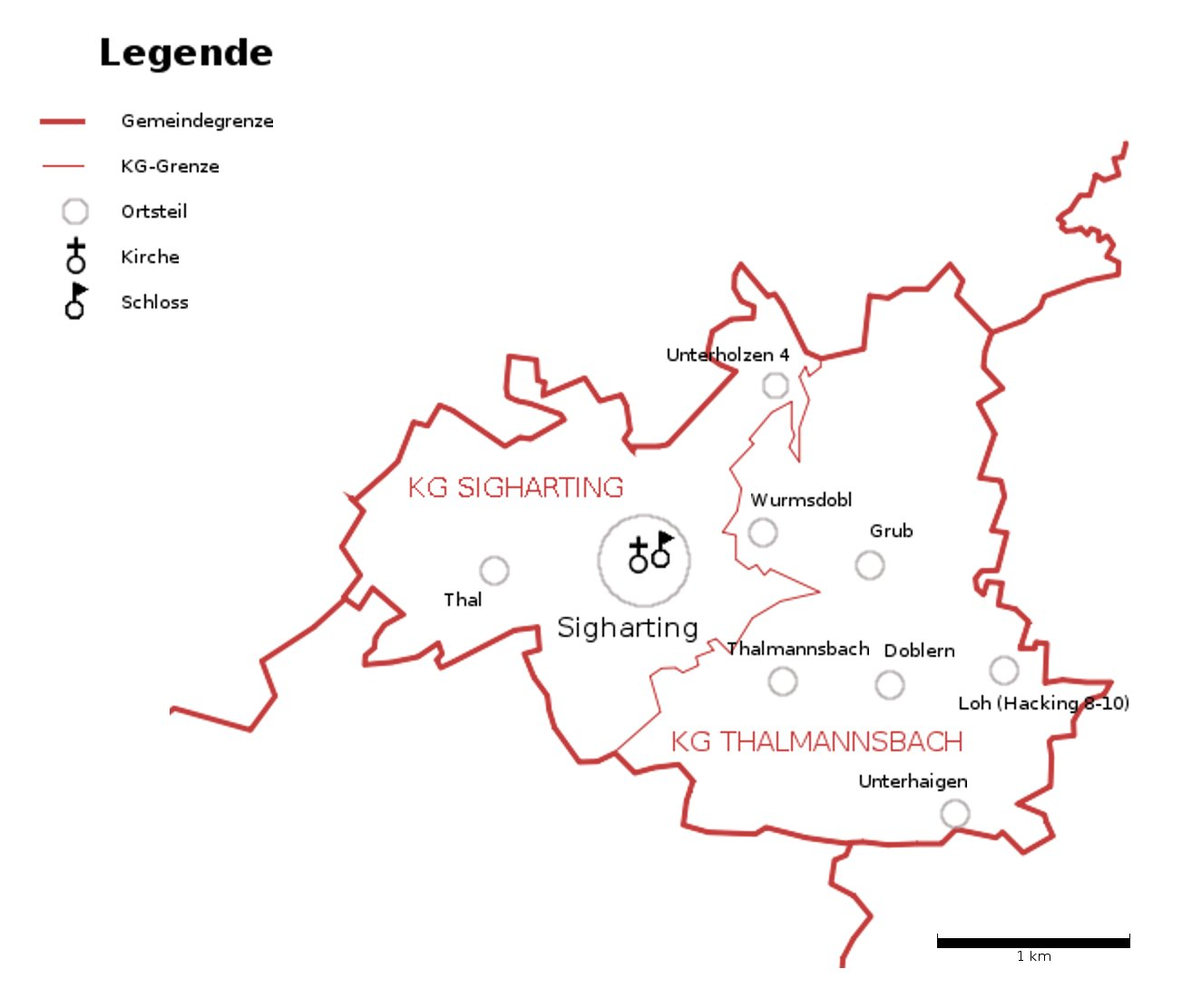
Lage der Ortsteile Sighartings

Die Gemeinde Sigharting setzt sich aus den Katastralgemeinden Sigharting und Thalmannsbach zusammen. Diese wiederum weisen die folgenden Ortsteile auf:
- KG Sigharting: Sigharting, Thal, Unterholzen (Haus Nr. 4)
- KG Thalmannsbach: Thalmannsbach, Doblern, Grub, Loh (Hacking Nr. 8–10), Unterhaigen, Wurmsdobl

Der Hauptort Sigharting weist mit über 500 Einwohnern mit Abstand die größte Bevölkerungszahl aller Ortsteile auf. Auch Thalmannsbach und Grub zählen über 50 Bewohner, während von den übrigen Ortsteilen keiner mehr als 25 Einwohner hat.
In den letzten 100 Jahren stieg lediglich in Sigharting und Thalmannsbach die Bevölkerungszahl signifikant an.

### Eingemeindungen
Die Pfarrgrenze von Sigharting (entstanden 1785) weicht auf einigen Strecken von der Gemeindegrenze des Ortes ab. Dies führte mehrmals zu Bestrebungen diese Pfarrteile einzugemeinden.
1938 suchten die Bewohner der Ortschaft Oberhaigen (Gemeinde Enzenkirchen) – sie hatten bereits 1926 vergeblich eine Eingemeindung beantragt – Kindling und Unterholzen (beide Gemeinde Diersbach) um Eingemeindung an. Durch den Beginn des Zweiten Weltkriegs kam es nicht mehr zu einer Erledigung dieses Antrages. Im Jahre 1950 suchte die Ortschaft Oberhaigen erneut um Eingemeindung an, jedoch wurde diesem Ersuchen nicht stattgegeben.

### Nachbargemeinden
Die Gemeinde Sigharting teilt zu etwa gleichen Teilen seine Grenzen mit drei anderen politischen Gemeinden. Im Nordwesten und Norden grenzt sie an die Gemeinde Diersbach, im Osten an die Gemeinde Enzenkirchen und im Süden an die Marktgemeinde Andorf.
| Diersbach |                                             |              |
|           | Kompassrose, die auf Nachbargemeinden zeigt | Enzenkirchen |
| Andorf    |                                             |              |

### Gewässer

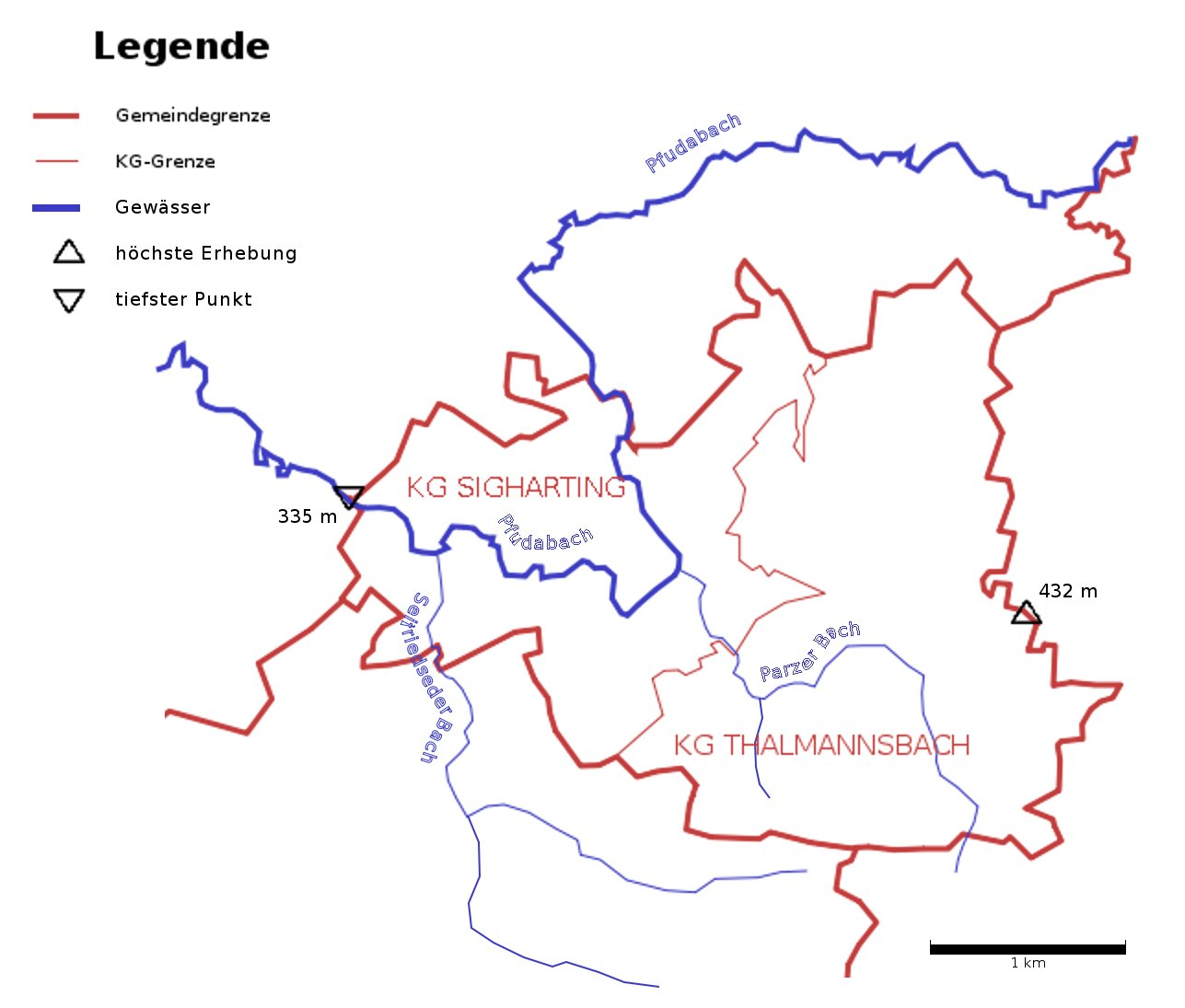
Lage der Gewässer Sighartings

Bedeutendstes Gewässer in der Gemeinde Sigharting ist der Pfudabach, ein Zufluss der Pram, der das Ortszentrum in seinem Unterlauf in einer großen Schlinge umfließt. Weitere nennenswerte Gewässer sind der Parzer Bach sowie der Seifriedseder Bach. Ersterer entspringt als Steinbach in der Nähe von Unterhaigen, nimmt in Thalmannsbach den Ritzinger Graben auf, und mündet nach einem Lauf von knapp 3 km Länge auf Höhe des Schlosses Sigharting in den Pfudabach. Letzterer, auch Thaler Bach genannt, entspringt in der Gemeinde Andorf und mündet nach etwa 500 m auf Sighartinger Gemeindegebiet im Ortsteil Thal in den Pfudabach.

### Geologie
Die Gemeinde Sigharting liegt geologisch betrachtet zur Gänze im Bereich der Molassezone. Das am weitesten verbreitete Gestein ist Schlier (Ottnanger Schlier); sandige Tonmergel (Enzenkirchner Sande), Löss und Lehm sind ebenfalls häufig anzutreffen.
Von lokaler wirtschaftlicher Bedeutung waren dabei in der Vergangenheit die Vorkommen von Schlier und Lehm. So gab es im Gemeindegebiet mehrere sogenannte Mergelgruben, wie etwa die Pfenniggrube in Unterholzen, in denen bis Mitte des 20. Jahrhunderts der kalkhaltige Schlier als landwirtschaftlicher Dünger (Kalkung) abgebaut wurde. Die Lehmvorkommen wiederum wurden von alters her zur Ziegelherstellung genutzt, die ihren Höhepunkt in der ersten Hälfte des 20. Jahrhunderts mit der Errichtung eines Ringofens im Jahre 1901 fand. Dieser wurde im Jahre 1962 stillgelegt und schließlich 1974 abgetragen.

### Klima
Seit dem 1. Juli 1895 befindet sich in Sigharting eine Wetterbeobachtungsstation des Hydrografischen Dienstes der oberösterreichischen Landesregierung. Mit kurzen Unterbrechungen werden seit dieser Zeit Aufzeichnungen über Temperatur, Niederschlagsmenge und Schneehöhen gemacht. Der langjährige Durchschnitt der jährlichen Niederschlagsmenge beläuft sich auf 940 mm pro m², die mittlere Jahrestemperatur in Sigharting beträgt 7,8 °C.

## Geschichte
Der Ort Sigharting liegt an der alten Römerstraße von Lauriacum (Enns) über Lentia (Linz) nach Batavis (Passau). Dieser Weg diente den römische Soldaten als Verbindungs- und Versorgungsweg. Im Jahre 739 wurde Passau zum Bischofssitz, Das Geschlecht der Siegehartinger hatte bereits im Jahre 788 einen Ahnensitz mit einem dazugehörigen Freigut in Siegeharting. Das Geschlecht der Siegehartinger wird noch 1160 auf den Freigut zu Porz den Traditionsbüchern des Bistums Passau erwähnt.
Der Ort Sigharting wird um das Jahr 1120 als Sigihartingen erstmals in den Traditionsbüchern des Bistums Passau erwähnt und gehörte wie der Großteil des Innviertels zum Herzogtum Bayern.
Im 13. Jahrhundert kamen die Herren von Pürching in den Besitz der Hofmark Sigharting, und im Jahr 1333 erhielt Heinrich I. von Pürching vom bayerischen Herzog Heinrich die niedere Gerichtsbarkeit über die Hofmark. 1632 starben die Pürchinger aus, und die Grafen von Tattenbach auf St. Martin traten ihr Erbe an. Sie verwalteten die Hofmark jedoch von St. Martin aus.
Im Zuge des Spanischen Erbfolgekrieges von 1705 bis 1714, und nach dem Frieden von Teschen kam Sigharting mit dem Innviertel (damals Innbaiern) zu Österreich. Im Jahre 1784 wurde die Pfarre Sigharting gegründet. Im Zuge der Napoleonischen Kriege wurde der Ort von französischen Truppen besetzt (Friede von Schönbrunn) und am 29. September 1810 zusammen mit dem übrigen Innviertel entsprechend dem Pariser Vertrag an Bayern übergeben. Während dieser Konflikte des 18. und 19. Jahrhunderts blieb Sigharting von Kriegshandlungen weitgehend verschont. In den Napoleonischen Kriegen diente das Schloss 1809 als Lazarett für französische Soldaten, wobei es beinahe aus Unachtsamkeit ein Raub der Flammen geworden wäre. Weiters sind aus dieser Zeit einige Berichte über Plünderungen durch Soldaten überliefert.
Entsprechend den Vereinbarungen am Wiener Kongress und insbesondere durch den Vertrag von München gehört der Ort seit dem 1. Mai 1816 endgültig wieder zu Österreich ob der Enns.
Die politische Gemeinde Sigharting wurde im Jahre 1850 gegründet. Sie entstand aus den beiden Katastralgemeinden Sigharting und Thalmannsbach, nachdem die Pläne der Bildung einer Großgemeinde, bestehend auch aus den heutigen Gemeinden Diersbach und Enzenkirchen mit Gemeindesitz in Sigharting gescheitert waren. Am 24. Mai 1882 brach ein Brand in Sigharting aus, bei dem 10 Häuser im Ort ein Raub der Flammen werden. Am 11. November 1897 brannte der Ortsteil Wurmsdobl mit 5 Häusern komplett ab.
Nach dem Anschluss Österreichs an das Deutsche Reich am 13. März 1938 gehörte der Ort zum Gau Oberdonau. Die im Gemeindegebiet von Sigharting liegende Panker-Villa () zählt zum Kreis jener Objekte im Bezirk Schärding, die während der Zeit des Nationalsozialismus arisiert wurden. Hier lebte bis 1938 der Händler Lipot Pauli (= Leopold Paul) Panker (* 1886) mit seiner aus Sigharting stammenden Frau Anna, geb. Ritzberger (* 1888), die auch Eigentümerin der Liegenschaft war. Panker war ein getaufter Jude und stammte ursprünglich aus Mindzent in Ungarn. Als Anna Panker vom Haus vertrieben wurde, sagte sie „Wir werden schon verreisen, aber wir werden in eurem Blute baden!“ Nach 1945 erfolgte die Wiederherstellung Oberösterreichs.

### Bevölkerungsentwicklung
Die Bevölkerungszahl der Gemeinde Sigharting belief sich seit den ersten zuverlässigen Volkszählungen des ausgehenden 19. Jahrhunderts stets auf etwa 700 Einwohner. Ab den 1960er Jahren setzte ein leichter, doch merklicher Anstieg ein, sodass sich die Bevölkerungszahl heute bei etwa 800 Einwohnern eingependelt hat. Seit 1991 hat Sigharting eine negative Wanderungsbilanz, die aber großteils durch die positive Geburtenbilanz ausgeglichen werden kann.

### Religion
Laut Volkszählung 2001 ergibt sich für die Gemeinde Sigharting folgende Verteilung der Religionszugehörigkeit:
Der mit Abstand größte Anteil der Bewohner, nämlich 92,3 %, sind römisch-katholischen Glaubens. Zweitgrößte Gruppe sind Mitglieder der Islamischen Glaubensgemeinschaft (4,7 %), gefolgt von Personen ohne Glaubensbekenntnis (1,7 %). Die übrigen Glaubensrichtungen kommen insgesamt auf einen Anteil von 1,3 %.

#### Geschichte der Pfarre Sigharting

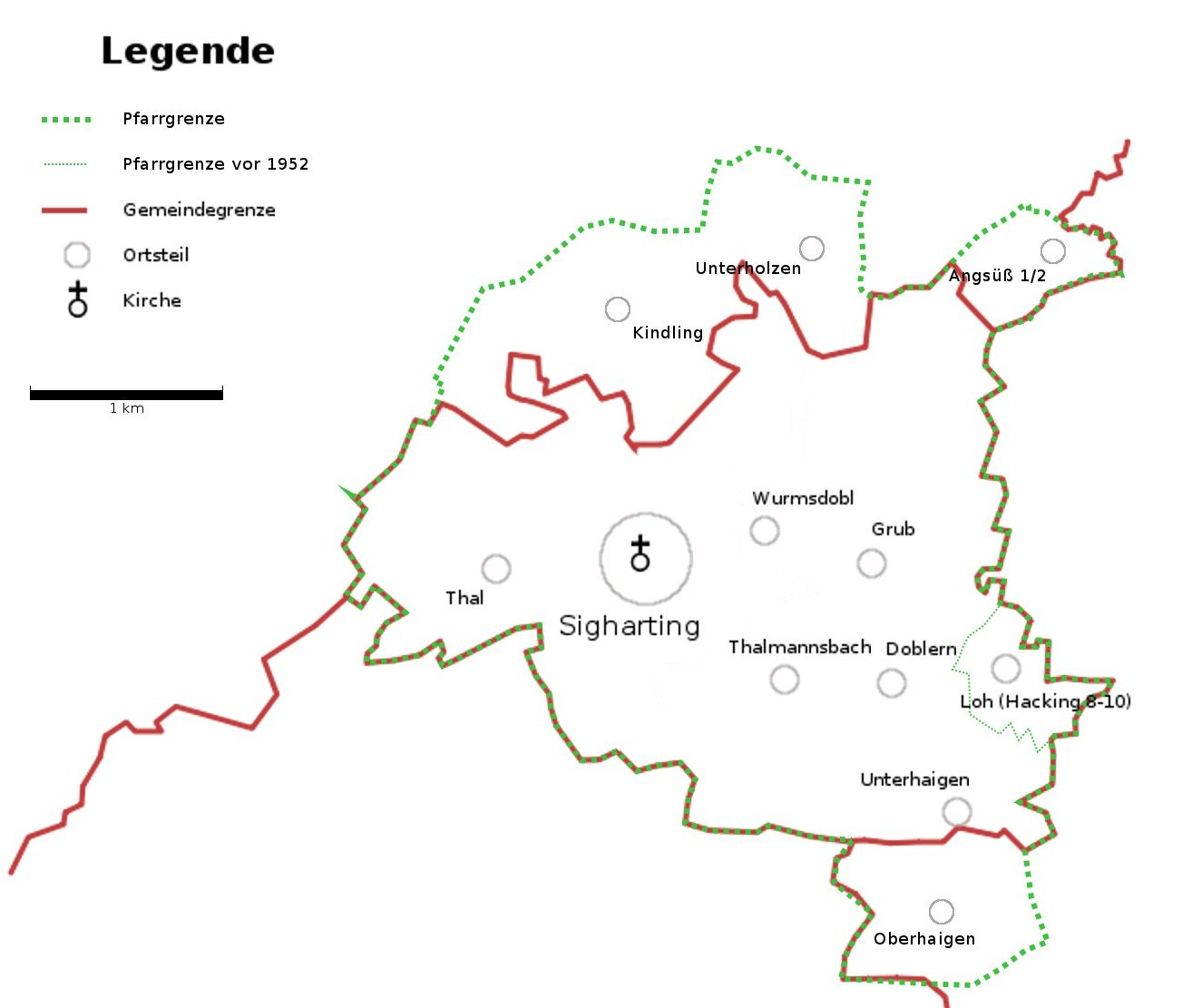
Karte der Pfarre Sigharting

Die Geschichte der Pfarre Sigharting geht zurück ins 18. Jahrhundert. Im Jahre 1784 wurde im Zuge des Josephinismus aus der Altpfarre Taufkirchen die Pfarre Diersbach gelöst, und Sigharting dieser neuerrichteten Pfarre zugeteilt. Bereits ein Jahr später, also im Jahr 1785, wurde Sigharting als eigenständige Pfarre ins Leben gerufen. Ausschlaggebend dafür dürften der Widerstand der Bevölkerung gegen die Umpfarrung nach Diersbach, die Größe Sighartings und die bereits bestehende Infrastruktur (Schlosskapelle, Poststraße) gewesen sein.
Die neugegründete Pfarre umfasste mit Ausnahme des Ortsteils Loh (Hacking 8–10) die heutige politische Gemeinde Sigharting sowie die Ortsteile Unterholzen und Kindling der Pfarre Diersbach. 1786 wurde der Pfarre der Enzenkirchner Ortsteil Oberhaigen angeschlossen, sowie im Jahr 1871 der Hof Angsüß Nr. 1/2 (Hofname Aichinger, Gemeinde Diersbach). Seit der Einpfarrung des Ortsteils Loh im Jahre 1952 blieb das Pfarrgebiet unverändert.
Heute gehört die Pfarre zum Dekanat Andorf der Diözese Linz.
| im Amt ab | Name                                | Sterbejahr, -ort                   |
| --------- | ----------------------------------- | ---------------------------------- |
| 1785      | Johann Georg Witzmann               | † 1816 in St. Martin/I.            |
| 1791      | Johann Berger                       | † 1819 in Zell/Pram                |
| 1804      | Martin Schwendinger                 | † 1814 in Sigharting               |
| 1814      | Anton Robert Holzinger              | † 1816 in Willishausen             |
| 1816      | Benedikt Obermayr                   | † 1853 in Diersbach                |
| 1826      | Johann Nep. Aichinger               | † 21. März 1832 in Sigharting      |
| 1832      | Vinzenz Schwediauer                 | † 14. September 1846 in Sigharting |
| 1847      | Carl Kiederle                       | † 1903 in Schärding                |
| 1859      | Simon Hartinger                     | † 1906 in Aurolzmünster            |
| 1873      | Franz X. Schaffelner                | † 1895 in Taufkirchen/P.           |
| 1878      | Franz X. Lang                       | † 1905 in St. Martin/I.            |
| 1891      | Konrad Eberhard                     | † 1940 in Kefermarkt               |
| 1906      | Alois Asamer                        | † 1919 in Hochburg                 |
| 1910      | Oskar Wimmer                        | † 1949 in Haselbach                |
| 1915      | Karl Kienbauer                      | † 1939 in Pregarten                |
| 1925      | Franz Auleitner                     | † 1932 in Sigharting               |
| 1933      | Karl Bruneder                       | † 1968 in Grieskirchen             |
| 1953      | Karl Gabriel                        | † 1968 in Bad Mühllacken           |
| 1963      | Johann Voggenberger                 | † 11. Februar 2008 in Sigharting   |
| 1999      | vakant (Provisor: Tadeusz Kret)     |                                    |
| 2006      | vakant (Provisor: Franz Gierlinger) |                                    |

## Kultur und Sehenswürdigkeiten

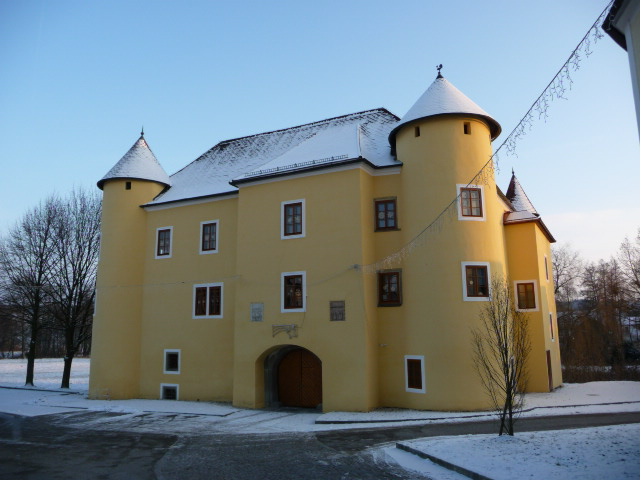
Schloss Sigharting von Norden

- Schloss Sigharting: Ursprünglich ein Wasserschloss der Pürchinger von 1570, später Gemeindekanzlei (1850–1950), Volksschule (1837–1970), Gendarmerie (1936–1950), heute Heimatmuseum und Kulturzentrum.
- Katholische Pfarrkirche hl. Pankratius: urspr. Schlosskapelle des 15. Jh., heutiges Erscheinungsbild 19. Jh.

## Wirtschaft und Infrastruktur

### Verkehr
Die Gemeinde Sigharting wird durch Straßen und Wege von insgesamt knapp 18 km Länge erschlossen.
Der mit Abstand bedeutendste Verkehrsweg Sighartings ist die Eferdinger Bundesstraße B 129. Sie verläuft entlang des alten Verbindungsweges von Linz (ca. 60 km) nach Passau (ca. 25 km von Sigharting entfernt), beziehungsweise zwischen Donau und Inn, und wurde früher Poststraße genannt. Die B 129 durchquert die Gemeinde auf einer Strecke von 3,8 km.
Weitere bedeutende Straßenzüge, die Sigharting mit seinen Nachbargemeinden verbinden, sind die Andorfer Straße (eine Landesstraße) und die Kopfinger Straße (eine Bezirksstraße).

### Bildung

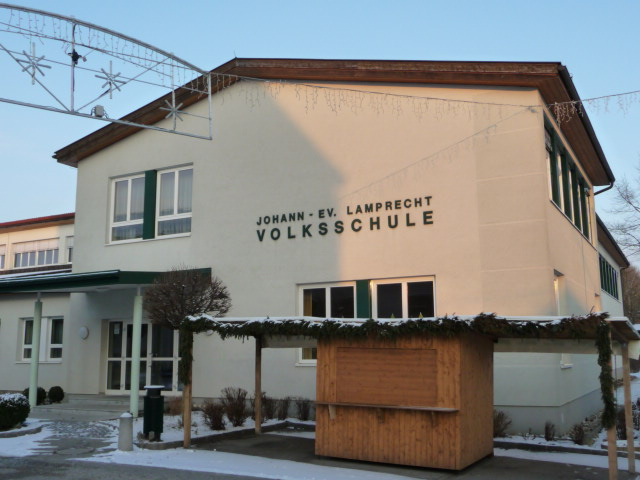
Johann-Ev.-Lamprecht-Volksschule

Einziger Schultyp Sighartings ist eine Volksschule. Ihre geschichtlichen Wurzeln reichen zurück in das Jahr 1779, als unter der neuen, österreichischen Verwaltung im Haus Sigharting 3 das erste Schulhaus eingerichtet wurde. Im Zuge der Pfarrgründung 1785 wurde die Schule zu einer Pfarrschule erweitert, die im Hofjägerhaus Sigharting 36 untergebracht wurde. Im Jahr 1837 fand die Volksschule schließlich im Sighartinger Schloss eine Heimstatt. Das erste Schulzimmer befand sich im zweiten Stock der Südostseite. Das Schloss beherbergte die Volksschule über 130 Jahre bis zum Schuljahr 1968/69. Im darauffolgenden Schuljahr wurde schließlich die wenige Meter neben dem Schloss neuerrichtete und auch heute noch in Benützung befindliche Johann-Ev.-Lamprecht-Volksschule (Sigharting 130) bezogen.

## Politik
Der Gemeinderat bestand bis 1967 aus 12, seither aus 13 Mitgliedern, entsprechend der oberösterreichischen Gemeindeordnung für Gemeinden mit Einwohnerzahlen von 401 bis 1100 Einwohnern.
Die ÖVP war in Sigharting bei Gemeinderatswahlen seit 1945 stets die stimmenstärkste Partei und verfügte dabei meist sogar über eine absolute Mehrheit im Gemeinderat. Zweitstärkste Partei war bis in die frühen 1980er Jahre die SPÖ, die seit der Gemeinderatswahl 1985 in dieser Rolle von der FPÖ abgelöst wurde.
| Jahr | Wahl- beteiligung | ÖVP           |         | SPÖ           |         | FPÖ           |         | Sonstige      |         |
| Jahr | Wahl- beteiligung | Stimmenanteil | Mandate | Stimmenanteil | Mandate | Stimmenanteil | Mandate | Stimmenanteil | Mandate |
| ---- | ----------------- | ------------- | ------- | ------------- | ------- | ------------- | ------- | ------------- | ------- |
| 1945 | 93,4 %            | 76,5 %        | 10      | 19,6 %        | 2       |               |         | 03,8 % KPÖ    | –       |
| 1949 | 71,4 %            | 82,2 %        | 10      | 17,8 %        | 2       |               |         |               |         |
| 1955 | 91,8 %            | 66,6 %        | 9       | 25,9 %        | 3       | 05,7 % FW     | –       | 01,8 % KLS    | –       |
| 1961 | 93,8 %            | 43,7 %        | 6       | 36,5 %        | 4       | 19,9 %        | 2       |               |         |
| 1967 | 95,6 %            | 57,9 %        | 8       | 31,9 %        | 4       | 10,2 %        | 1       |               |         |
| 1973 | 94,1 %            | 48,8 %        | 7       | 40,4 %        | 5       | 10,9 %        | 1       |               |         |
| 1979 | 95,9 %            | 51,6 %        | 7       | 30,4 %        | 4       | 18,1 %        | 2       |               |         |
| 1985 | 92,1 %            | 58,4 %        | 8       | 13,9 %        | 2       | 27,7 %        | 3       |               |         |
| 1991 | 91,7 %            | 56,7 %        | 8       | 15,7 %        | 2       | 27,6 %        | 3       |               |         |
| 1997 | 89,3 %            | 55,3 %        | 7       | 16,2 %        | 2       | 28,4 %        | 4       |               |         |
| 2003 | 86,1 %            | 60,6 %        | 8       | 17,9 %        | 2       | 21,4 %        | 3       |               |         |
| 2009 | 91,1 %            | 59,9 %        | 9       | 11,4 %        | 1       | 18,5 %        | 2       | 10,2 % BZÖ    | 1       |
| 2015 | 91,6 %            | 56,3 %        | 7       | 8,5 %         | 1       | 35,2 %        | 5       |               |         |
| 2021 | 80,9 %            | 61,99 %       | 9       | 13,11 %       | 1       | 24,91 %       | 3       |               |         |

### Bürgermeister
Seit dem 11. Dezember 2020 ist Martina Schlöglmann von der ÖVP Bürgermeisterin von Sigharting. Vizebürgermeister ist Christian Schmid. Bei der Bürgermeisterwahl 2021 stand lediglich der Schlöglmann zur Wahl, die 470 Stimmen, das sind 87,52 %, auf sich vereinigen konnte.
Eine Übersicht aller Bürgermeister der Gemeinde Sigharting seit 1850 findet sich in der folgenden Tabelle:

| im Amt ab | Name                      | Anschrift        |
| --------- | ------------------------- | ---------------- |
| 1850      | Martin Reitterer          | Sigharting 10    |
| 1859      | Georg Wimmer              | Doblern 3        |
| 1861      | Matthias Weilhartner sen. | Grub 5           |
| 1864      | Johann Mayer              | Unterhaigen 2    |
| 1867      | Johann Bruckner           | Grub 4           |
| 1870      | Josef Steibl              | Sigharting 45    |
| 1873      | Johann Mayer              | Unterhaigen 2    |
| 1876      | Johann Haslinger          | Unterhaigen 4    |
| 1879      | Johann Großpötzl          | Grub 8           |
| 1882      | Johann Haslinger          | Unterhaigen 4    |
| 1885      | Johann Großpötzl          | Grub 8           |
| 1888      | Franz Parzer              | Wurmsdobl 2      |
| 1891      | Josef Mayer               | Thalmannsbach 1  |
| 1894      | Ferdinand Kalchgruber     | Sigharting 40    |
| 1897      | Johann Großpötzl          | Grub 8           |
| 1900      | Johann Mayer              | Sigharting 54    |
| 1903      | Josef Mayer               | Thalmannsbach 1  |
| 1906      | Matthias Weilhartner jun. | Grub 5           |
| 1909      | Franz Gahbauer            | Sigharting 2     |
| 1912      | Johann Mayer              | Sigharting 54    |
| 1919      | Franz Hager               | Grub 10          |
| 1929      | Johann Mayer              | Thalmannsbach 1  |
| 1938      | Johann Stoll              | Sigharting 25    |
| 1945      | Johann Jechtenhammer      | Sigharting 41    |
| 1948      | Matthias Schmid-Mayer     | Sigharting 54    |
| 1961      | Johann Großpötzl          | Grub 8           |
| 1985      | Johann Propst             | Thalmannsbach 11 |
| 2008      | Alois Selker              | Grub 5           |
| 2020      | Martina Schlöglmann       | Wurmsdobl 3      |

### Wappen
Blasonierung: Erniedrigt geteilt; oben in Rot ein silbernes Schloss mit einem Torvorbau in der linken Hälfte der Vorderfront und zwei Ecktürmen, mit schwarzem Walmdach über dem Hauptbau, das auch den Vorbau überdacht, schwarzen Zeltdächern über den Ecktürmen, je einem schwarzen, rechteckigen Fenster im Haupt- und Vorbau und je zwei schwarzen, rechteckigen Fenstern übereinander in den Ecktürmen sowie einem schwarzen, rundbogigen Tor im Vorbau; unten in Schwarz ein goldenes Posthorn.
Die Gemeindefarben sind Rot-Weiß-Schwarz.
Bedeutung: Die Darstellung des Schlosses repräsentiert dessen Bedeutung als historischer Mittelpunkt und Wahrzeichen des Ortes, während das Posthorn auf die Lage Sighartings als Poststation an der Postroute Linz-Passau hinweist.

## Persönlichkeiten

### Ehrenbürger
- Franz Lang, Pfarrer (1891)
- Konrad Eberhard, Pfarrer (1906)
- Alois Asamer, Pfarrer (1910)
- Johann Mayer, Altbürgermeister (1922)
- Karl Kienbauer, Pfarrer (1925)
- Josef Steibl, Müller (1928)
- Mark W. Clark, US-amerikanischer Hochkommissar für Österreich (1946)
- Franz Petrak, Bezirkshauptmann (1948)
- Heinrich Gleißner, Landeshauptmann (1949)
- Karl Bruneder, Pfarrer (1953)
- Franz Hager, Altbürgermeister (1953)
- Wilhelmine Paulmichl, Volksschuldirektorin (1954)
- Willibald Böhm, Regierungsoberbaurat (1966)
- Rupert Ruttmann, Volksschuldirektor (1971)

### Söhne und Töchter der Gemeinde
- Matthäus Schlager (* 10. April 1870 in Sigharting; † 1959), österreichischer Dombaumeister
- Karl Geroldinger (* 1960), Trompeter, Dirigent, Orchesterleiter und Landesmusikschuldirektor
- Eduard Geroldinger (* 1961), Musikpädagoge und Musiker, seit 1996 Leiter der Landesmusikschule Ried im Innkreis[21]

### Personen mit Bezug zu Sigharting
- Johann Ev. Lamprecht (* 1816; † 1895), Heimatforscher, Messeleser in Sigharting 1861–1888
- August Wöginger (* 1974), Politiker, wohnhaft in Sigharting